# Can Reset
Can Reset és una obra de Fornells de la Selva (Gironès) inclosa a l'Inventari del Patrimoni Arquitectònic de Catalunya.

## Descripció
És una masia de mitjanes proporcions i format principalment de tres cossos. L'edifici principal és d'una sola vessant lateral amb desaigua a la façana lateral i amb un portal adovellat. A l'angle sud-oest de la masia hi ha adossada una torre rectangular de planta quadrada, d'uns cinc metres de costat, de planta baixa i tres pisos, amb coberta a doble vessant. L'aparell constructiu és en general de maçoneria de pedra petita, amb cadenes cantoneres de carreus ben treballats.
La torre té dos finestrals adovellats i amb espitlleres. També hi ha altres petites espitlleres en diferents zones de la torre. Al tercer pis de la torre hi ha quatre finestres, obrades amb maons, de través arquejat, en les que hi destaca permòdols possiblement per a la subjecció de mantellets.